# Lone Elm
Lone Elm – miasto położone w hrabstwie Anderson.